# 圣玛利亚玛达肋纳堂 (布赖顿)
圣玛利亚玛达肋纳堂（St Mary Magdalen's Church）是英国南部城市布赖顿-霍夫市的一座罗马天主教教堂，位于布赖顿的蒙彼利埃区。它是布赖顿-霍夫市的11座天主教堂之一，也是布赖顿的6座天主教堂之一。1988年因建筑价值而被英国遗产委员会列为II级登录建筑。